# Кокоріно (Бурятія)
Кокоріно (рос. Кокорино) — село Іволгинського району, Бурятії Росії. Входить до складу Сільського поселення Гільбірінське.
Населення — 747 осіб (2015 рік).